# Karmelitinnenkloster Erlangen
Das Karmelitinnenkloster Erlangen (auch Karmelitinnenkloster Dreifaltigkeit und Kloster Erlangen-Büchenbach) ist ein seit 1969 bestehendes Kloster der Beschuhten Karmelitinnen in Erlangen-Büchenbach.

## Geschichte
Im Jahr 1949 gründeten sieben niederländische Karmelitinnen im Kloster Schlüsselau bei Bamberg, Zisterzienserinnenkloster in Bayern, das Karmelitinnenkloster Dreifaltigkeit. Dieses wurde 1969 in einen Neubau in Erlangen-Büchenbach verlegt – nur zwei Jahre, nachdem die männlichen Ordensbrüder die Seelsorge in der neu gegründeten Pfarrei Heilig Kreuz im Stadtteil Bruck übernommen hatten. In Erlangen-Büchenbach ist der Karmel Dreifaltigkeit bis heute ansässig. Neben dem Karmel Mutter vom guten Rat in Duisburg ist er heute eines von nur zwei Klöstern der Beschuhten Karmelitinnen in Deutschland.

## Beschreibung
Das zweigeschossige Kloster ist in Atriumsform um zwei Innenhöfe herum erbaut.
Die Schwestern des Karmels leben in strenger Klausur und widmen sich gemäß der Ordensregel vorwiegend der Kontemplation. Sie erwirtschaften ihren Lebensunterhalt vor allem durch die Hostienbäckerei und die Erledigung der Kirchenwäsche für die umliegenden Pfarreien. Der Besuch der täglichen Eucharistiefeier steht allen Gläubigen offen.